# Fridays for Future
Fridays for Future (lett. "venerdì per il futuro") è un movimento internazionale di protesta per la Giustizia climatica, composto da persone che organizzano e partecipano a manifestazioni in cui chiedono e rivendicano azioni politiche atte a prevenire il riscaldamento globale e il cambiamento climatico. Il movimento è noto anche come "sciopero scolastico per il clima" (in svedese Skolstrejk för klimatet e in inglese School strike for climate o Youth for Climate)

## Storia

### Antefatti

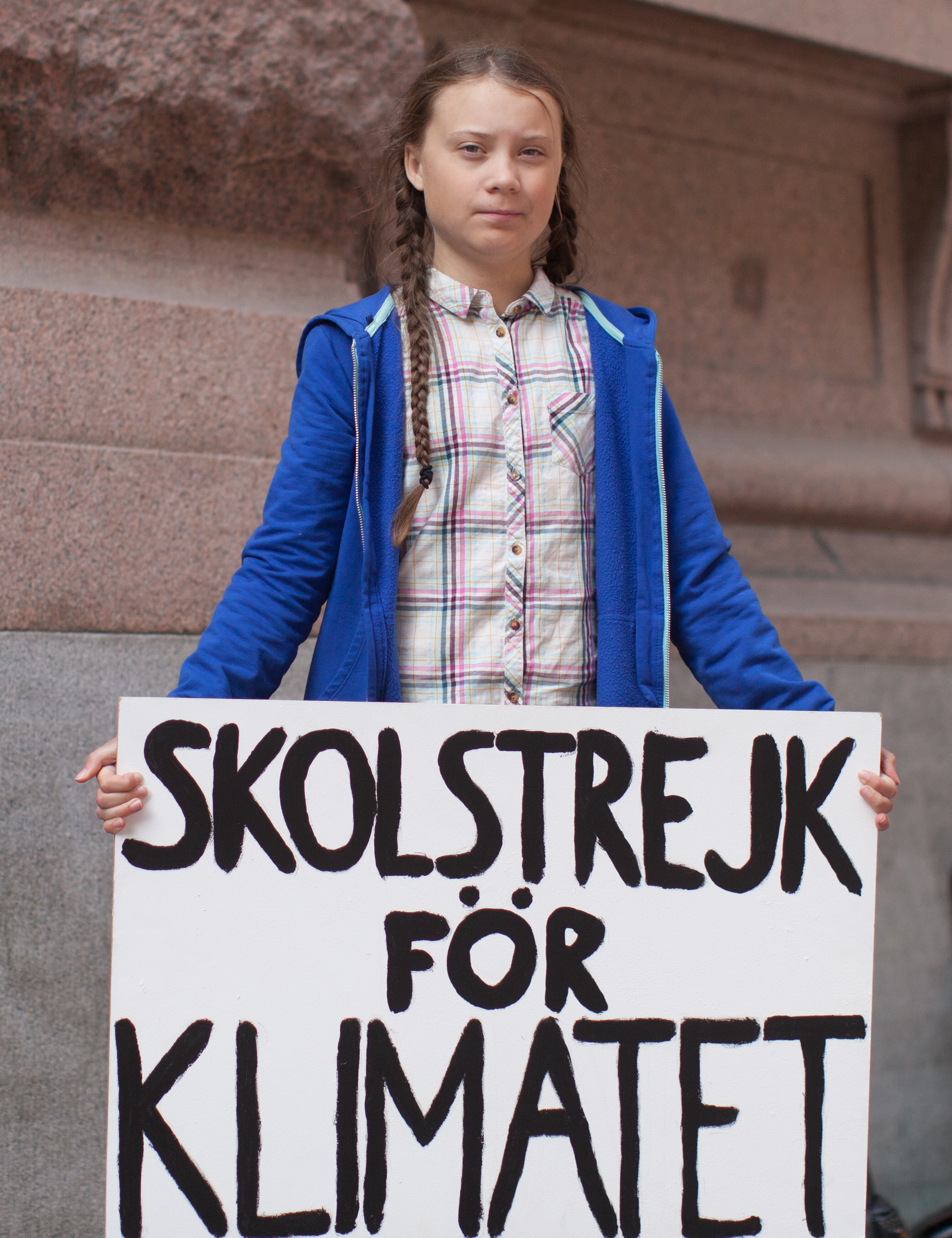
Greta Thunberg nell'agosto 2018 davanti al parlamento svedese con il cartello "Skolstrejk för klimatet"

Nel 2015, un gruppo indipendente di studenti ha invitato gli alunni di tutto il mondo a saltare la scuola il primo giorno della COP 21, la Conferenza sul clima dell'UNFCCC. Il 30 novembre, il primo giorno della Conferenza sul clima a Parigi, uno sciopero è stato organizzato in oltre 100 paesi, coinvolgendo più di 50 000 persone. Il movimento si concentrava su due richieste: 100% di energia pulita e utilizzo di fonti rinnovabili.

### Prime proteste di Greta Thunberg
L'organizzazione delle proteste e del movimento è iniziata quando la svedese Greta Thunberg ha organizzato tutti i giorni del mese di agosto 2018 un'azione di protesta sedendosi al di fuori del Riksdag, con un cartello che recitava Skolstrejk för klimatet (lett. "sciopero scolastico per il clima"). La sua decisione nasceva dalle ondate di calore anomale e degli incendi scoppiati in Svezia e verteva sulla richiesta al governo svedese di ridurre le emissioni di anidride carbonica in base all'Accordo di Parigi. Il 7 settembre, poco prima delle elezioni, annunciava che avrebbe continuato a manifestare ogni venerdì fino a quando la Svezia non si fosse allineata con l'accordo di Parigi. Il suo slogan Fridays For Future ha attirato l'attenzione di tutto il mondo soprattutto negli Stati Uniti, ispirando gli studenti delle scuole di tutto il mondo a scioperare per il clima.

### Espansione
Ispirati da Greta Thunberg, massicci scioperi scolastici sono iniziati nel novembre 2018. In Australia migliaia di studenti delle scuole di Brisbane, Melbourne ed altre città, seguendo l'esempio di Greta Thunberg, manifestarono il venerdì, ignorando la richiesta del primo ministro Scott Morrison, il quale aveva detto al Parlamento di volere «più apprendimento nelle scuole e meno attivismo». A dicembre gli scioperi studenteschi sono proseguiti in almeno 270 città di paesi come Australia, Austria, Belgio, Italia, Canada, Paesi Bassi, Germania, Finlandia, Danimarca, Giappone, Svizzera, Regno Unito e gli Stati Uniti. 
Il 15 marzo 2019 in moltissime città nel mondo c'è stata una manifestazione pacifica che ha coinvolto oltre un milione di giovani che hanno marciato per protestare contro l'indifferenza dei governi riguardo alla crisi climatica. Tra queste New York, Bruxelles, Sydney, Barcellona, Berlino, Parigi, Mosca e oltre 100 città italiane.
A Milano erano presenti 100 000 persone, è stata la città con il maggior numero di partecipanti allo sciopero del 15 marzo.
Il 24 maggio 2019 ci sono state manifestazioni in 1664 città in almeno 125 paesi.
Un nuovo sciopero è stato indetto per il 27 settembre 2019, con l'intento di espandersi al di là della partecipazione giovanile, coinvolgendo in particolar modo i lavoratori, e che è stato preceduto da una settimana di azione globale a partire dal 20 settembre 2019 (la cosiddetta Climate Action Week).
Il numero totale di persone che sono scese in piazza in tutto il mondo nelle due date principali della Climate Action Week, il 20 e il 27 settembre del 2019, ammonta a circa 7 600 000 persone. L'Italia si classifica quindi come uno dei tre paesi con la più alta partecipazione. Il quarto sciopero globale è stato indetto per il 29 novembre 2019 in 2400 città in 157 paesi. Le manifestazioni hanno visto una considerevole partecipazione soprattutto in Spagna, a Madrid (sede della conferenza Onu COP25).
Nella primavera del 2020 si è tenuto il 5º sciopero scolastico per il clima: a causa dell'emergenza sanitaria legata al COVID-19, l'iniziativa si è svolta interamente online con il nome di "Digital Strike".
Il 19 marzo 2021 c'è stata un'azione del movimento Friday for Future in diverse città d'Italia e del mondo. Ad esempio a Torino dove hanno posizionato centinaia di cartelli di protesta per poter protestare nonostante le restrizioni dovute alla zona rossa. Il 24 settembre 2021 c'è stato un nuovo sciopero globale, il primo interamente in presenza dopo l’inizio della pandemia di COVID-19, con manifestazioni in 99 paesi. Il 25 marzo 2022 c'è stato un sciopero globale. anche il 23 settembre  2022 c'è stato un sciopero globale, un altro sciopero globale indetto dal movimento ha avuto luogo il 3 marzo 2023.
Il 6 ottobre 2023 Fridays fo Future Italia ha indetto scioperi e manifestazioni in 35 città italiane la cui parole d'ordine è stata "resistenza climatica".

## Galleria d'immagini

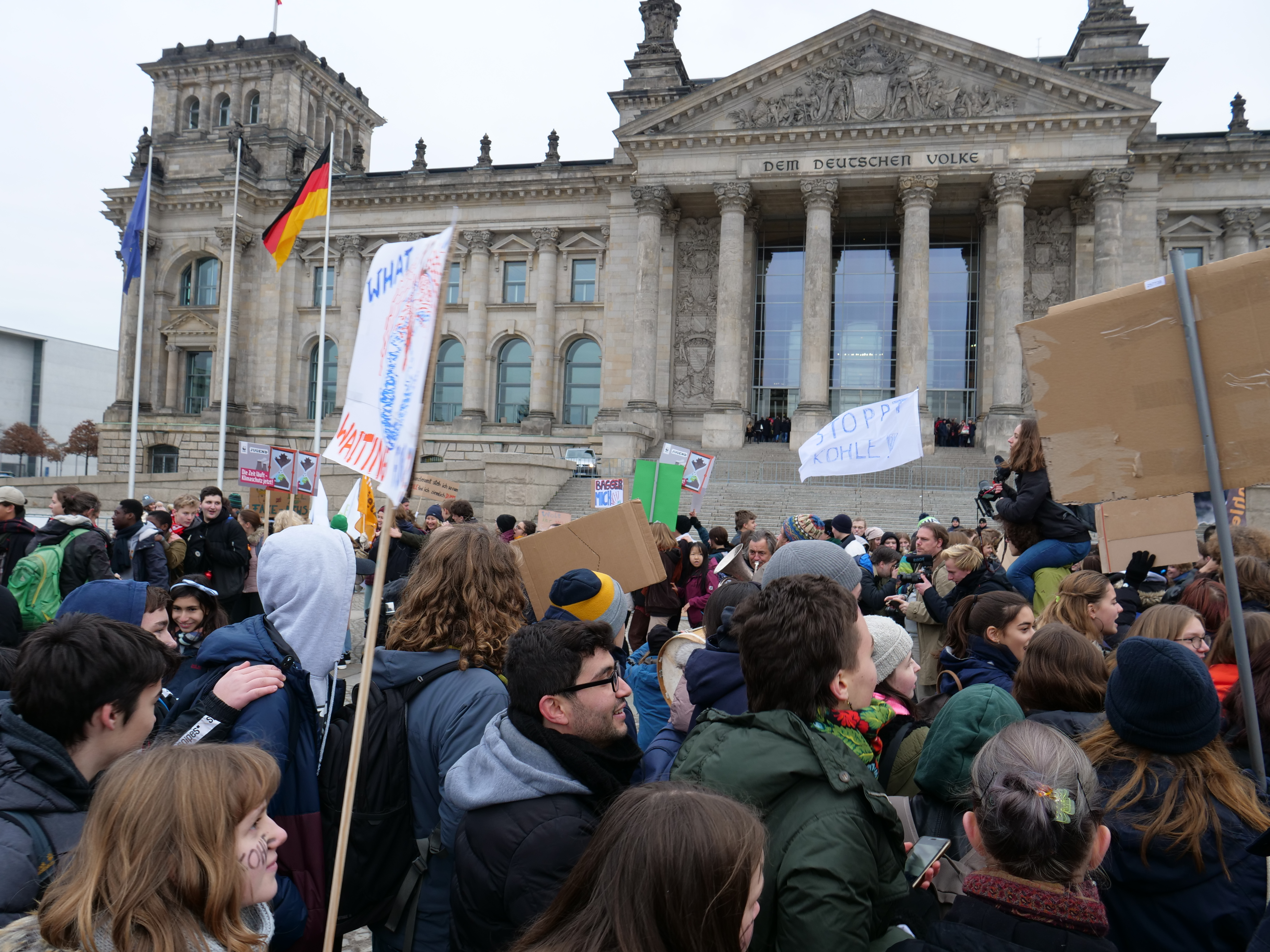
Proteste davanti al palazzo del Reichstag a Berlino nel dicembre 2018
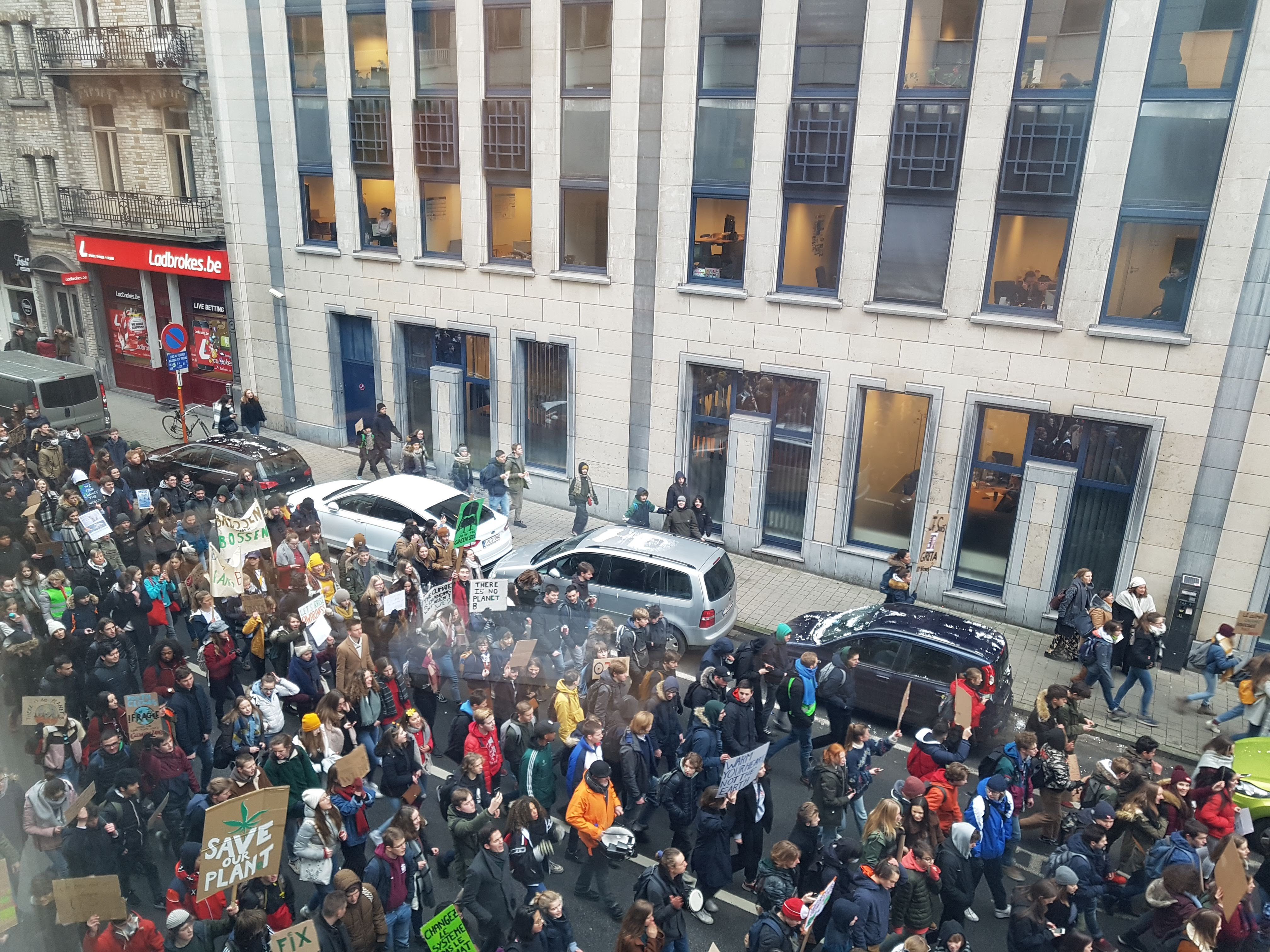
Proteste a Bruxelles il 24 gennaio 2019
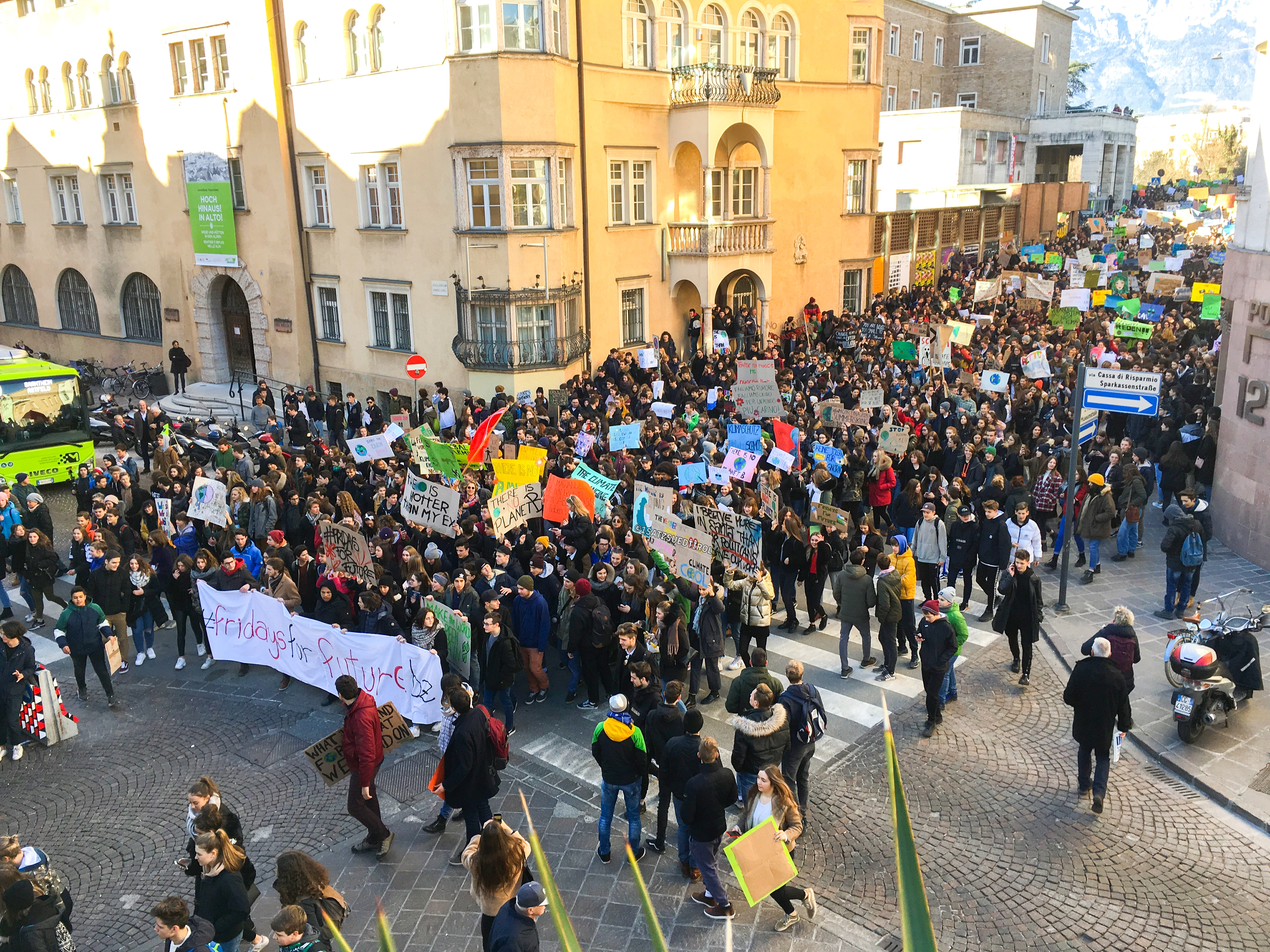
Proteste a Bolzano il 15 febbraio 2019
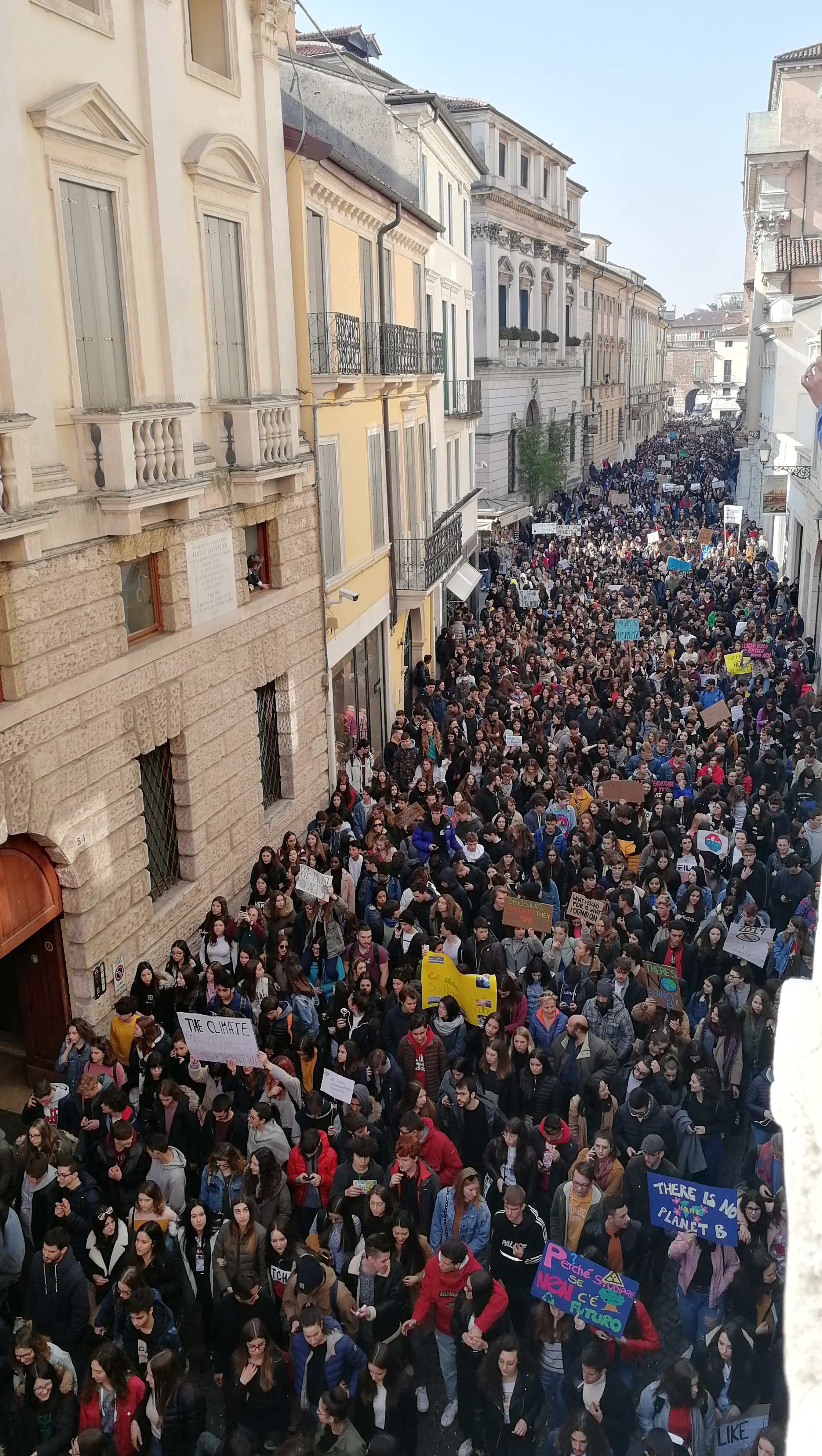
Proteste a Vicenza il 15 marzo 2019
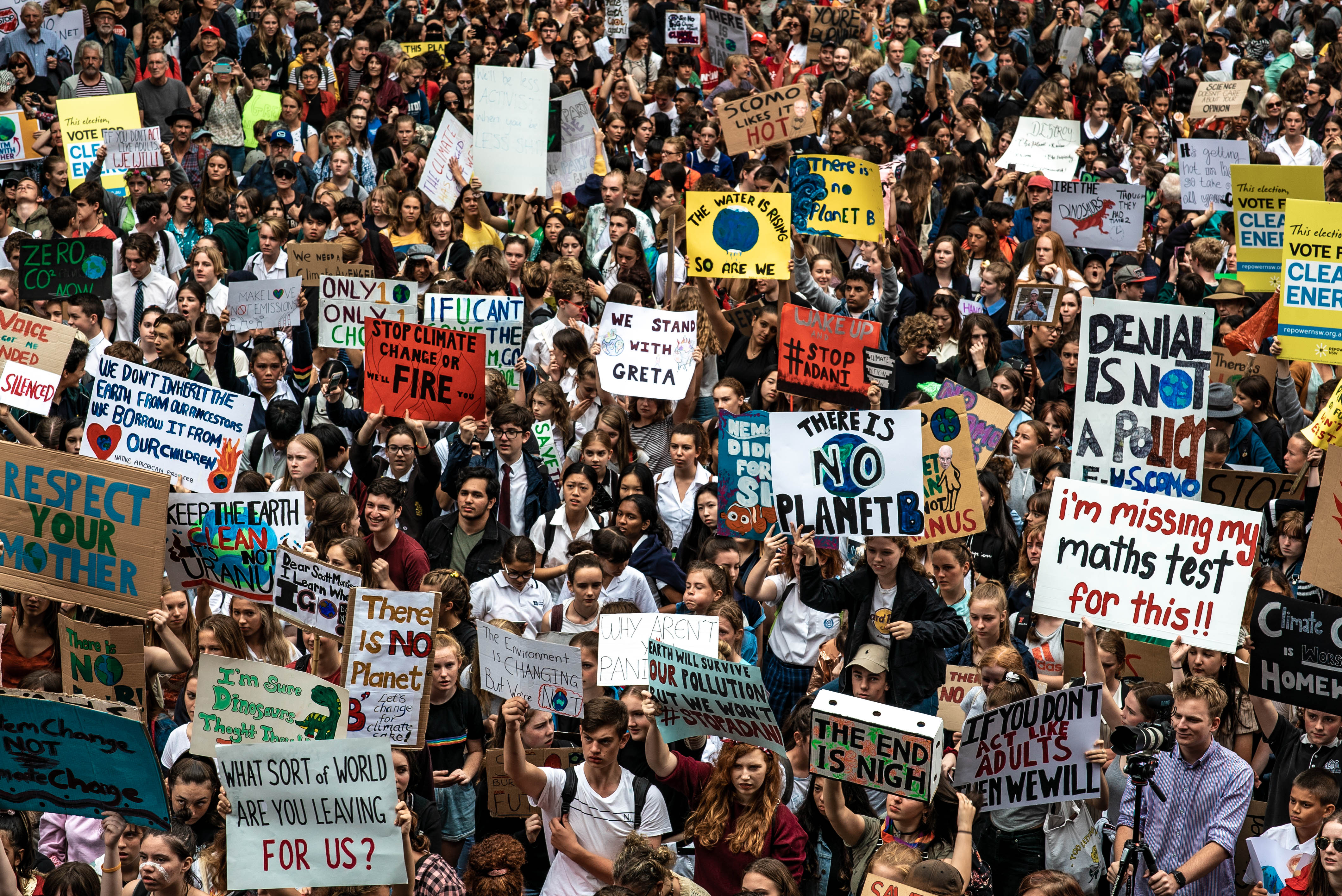
Le proteste del 15 marzo 2019 a Sydney in Australia.
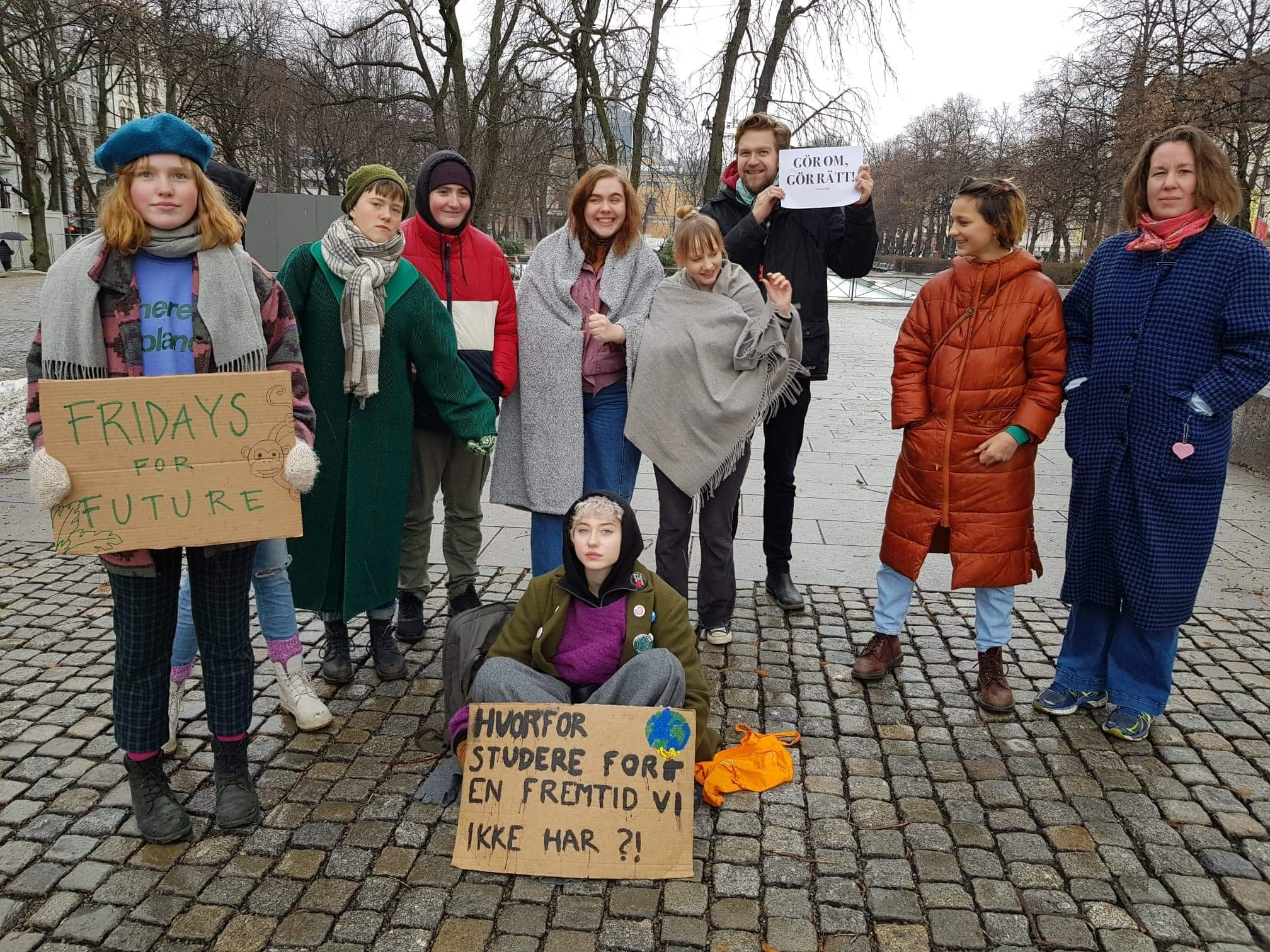
Proteste ad Oslo, Norvegia il 15 marzo 2019
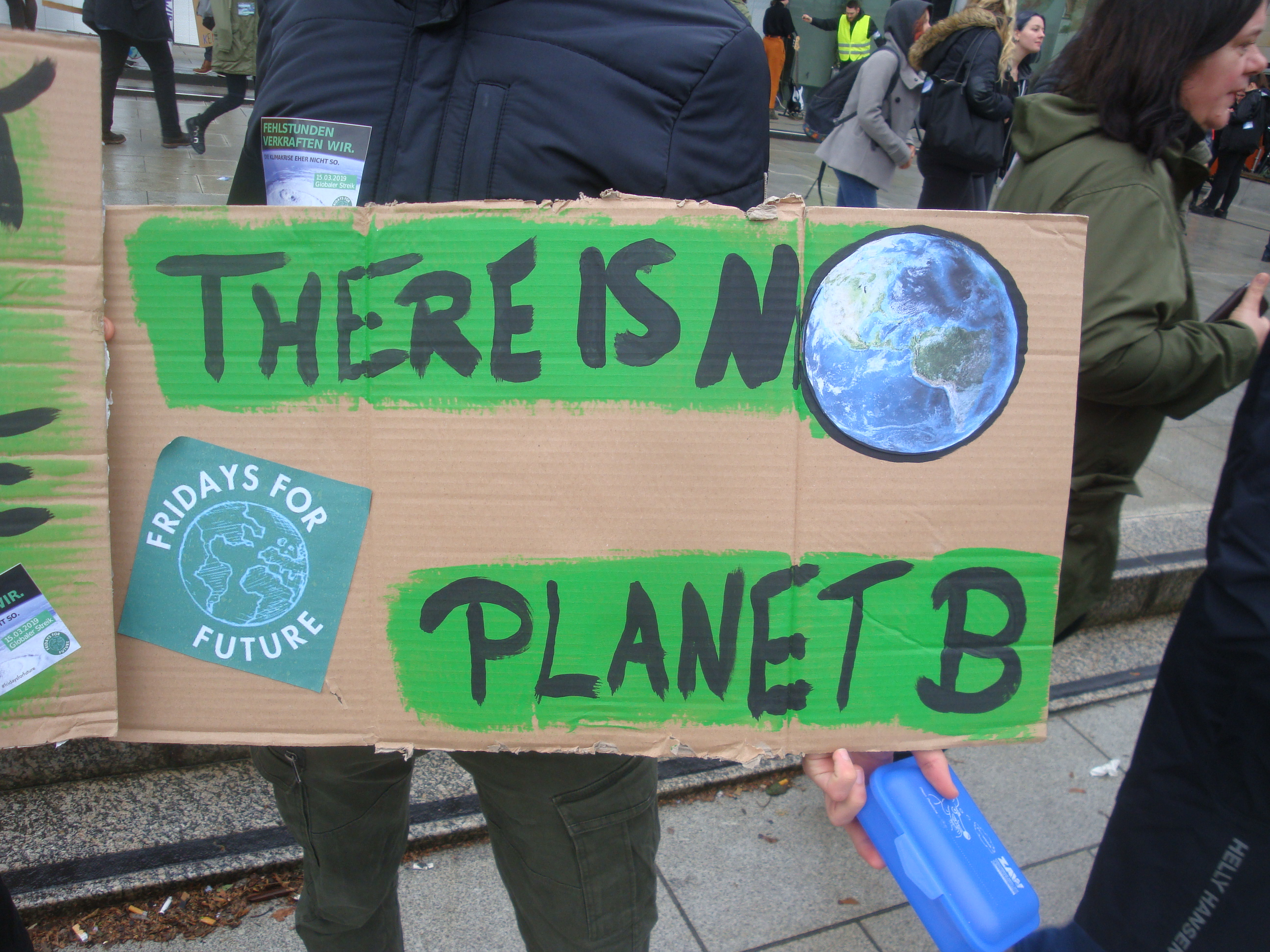
There is no Planet B ("Non c'è un pianeta B"), uno degli slogan più utilizzati nel movimento
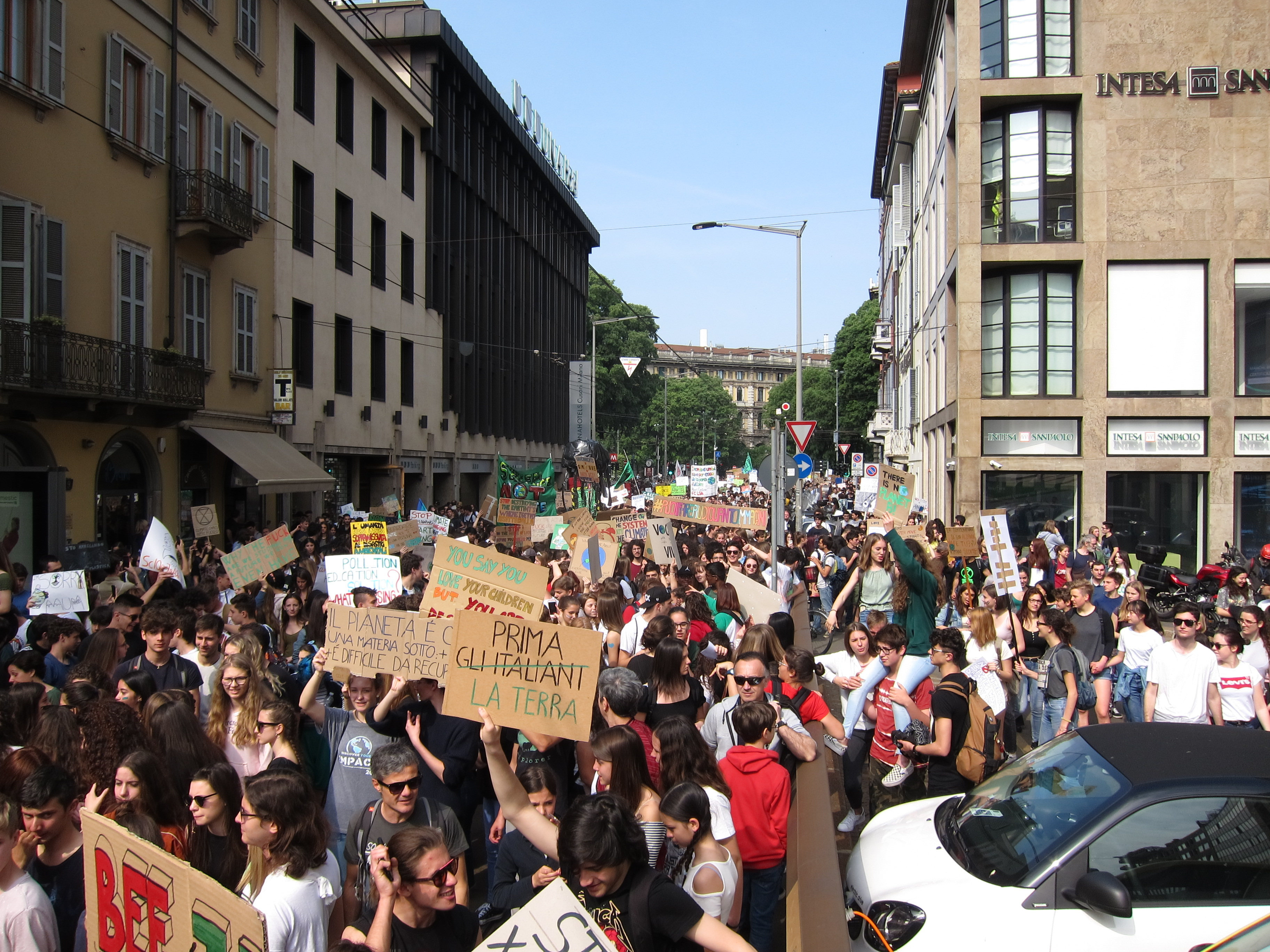
24 maggio 2019 a Milano
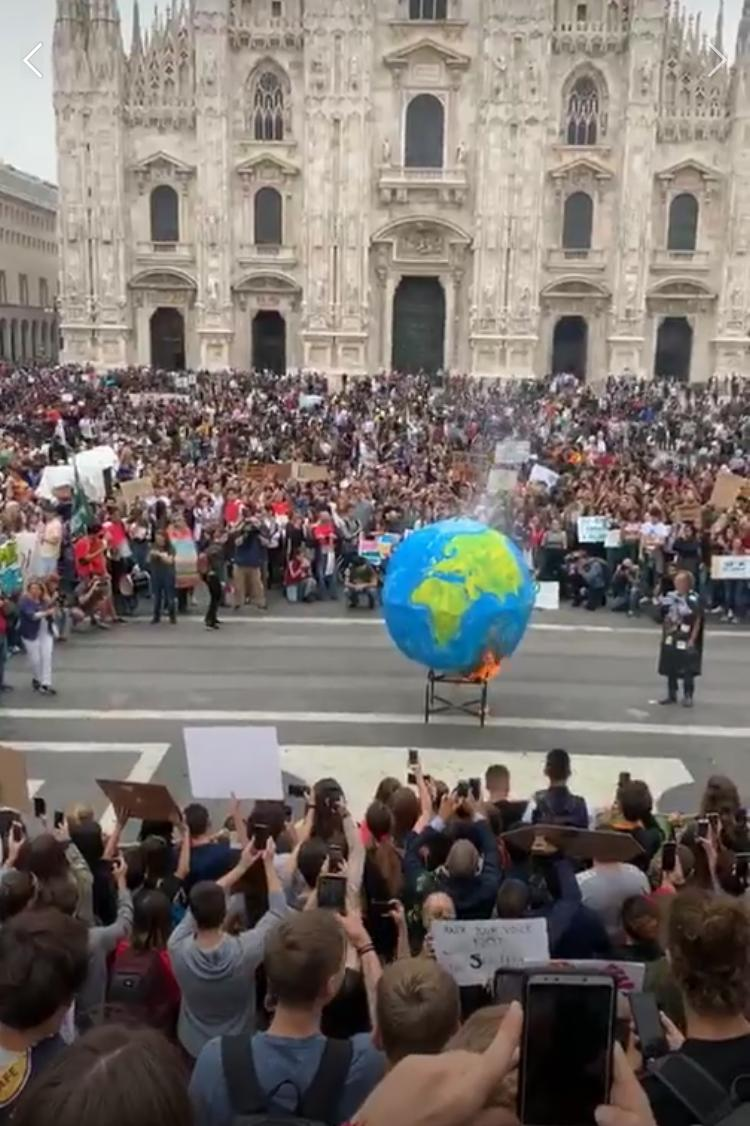
Momento conclusivo della manifestazione del 27 settembre 2019 a Milano in piazza del Duomo
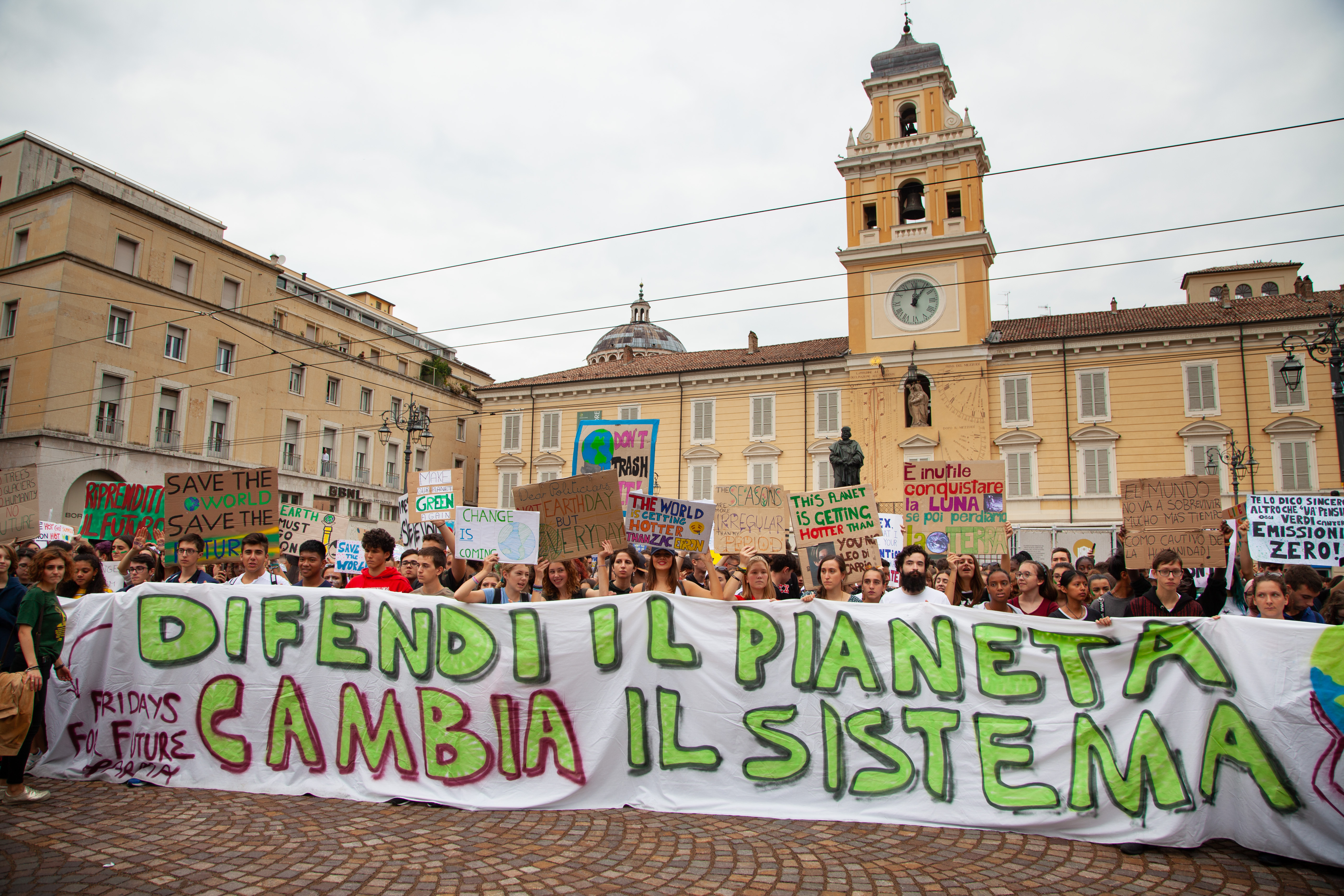
Corteo studentesco a Parma il 27 settembre 2019
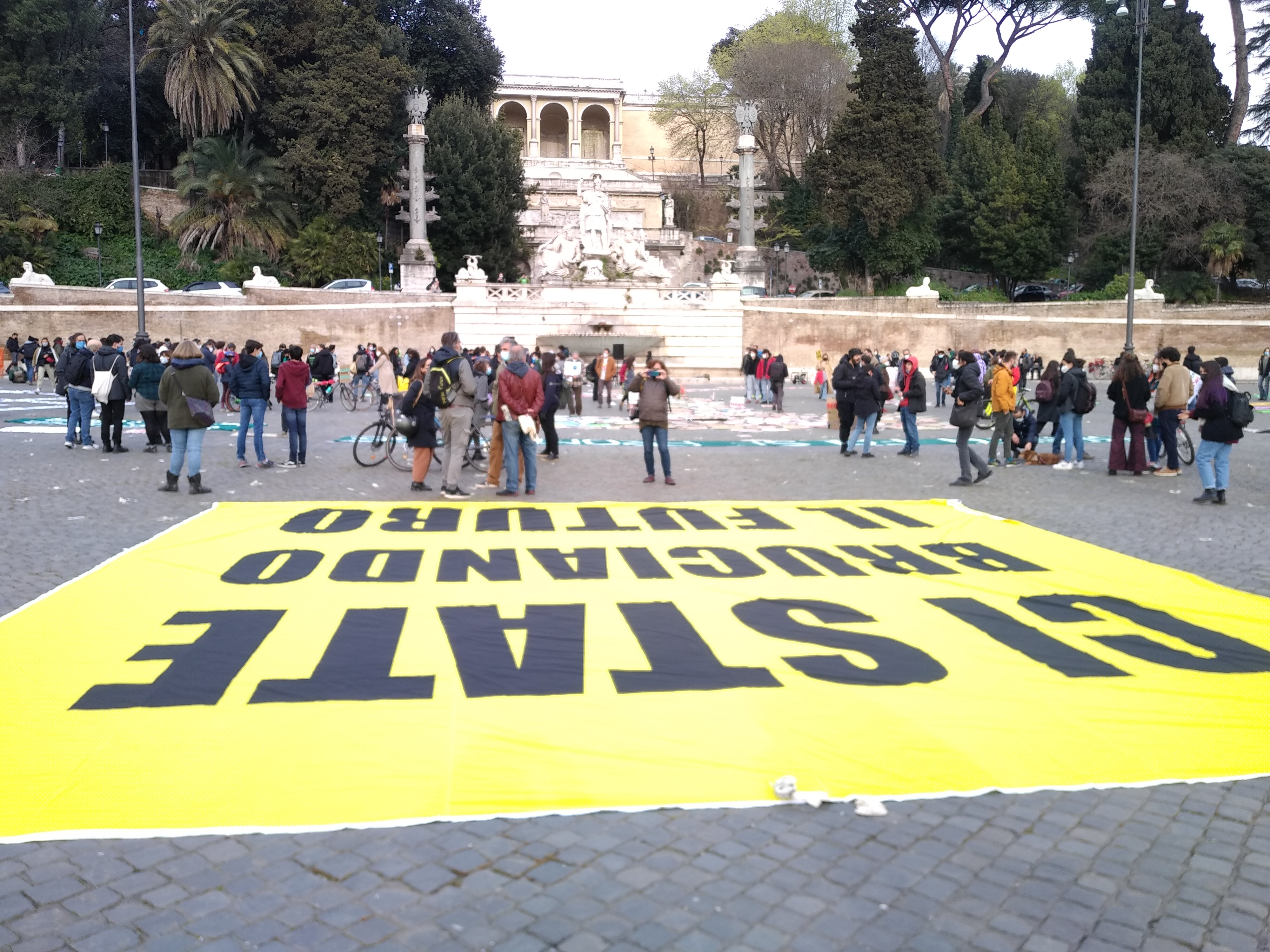
La manifestazione a Roma in piazza del Popolo il 19 marzo 2021
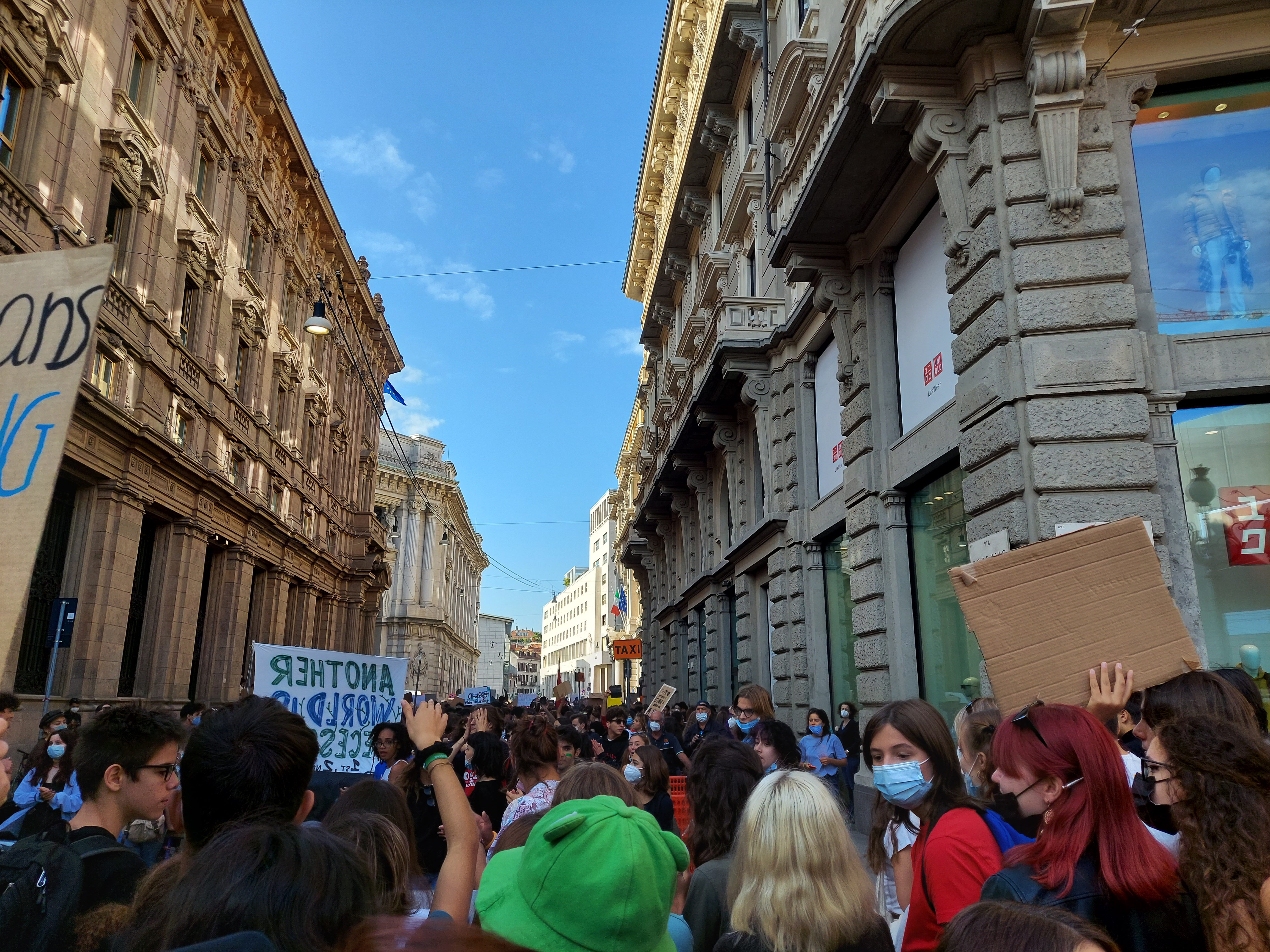
Proteste a Milano il 1º ottobre 2021, durante la Pre-COP26